# Tyran à longue queue
Tyrannus forficatus
Espèce
Statut de conservation UICN

 LC  : Préoccupation mineure
Le Tyran à longue queue (Tyrannus forficatus) est une espèce de passereaux appartenant à la famille des Tyrannidae.

## Répartition
Le tyran à longue queue se rencontre aux Bahamas, au Belize, au Canada, sur la côte ouest du Costa Rica, à Cuba, aux États-Unis, dans le Sud du Guatemala, en Haïti, dans le Sud du Honduras (présence isolée), sur la côte est et dans le Sud du Mexique, sur la côte ouest du Nicaragua, à l'ouest du Panama (présence isolée), à Porto Rico, de passage en République dominicaine, au Salvador et aux îles Turques-et-Caïques.

## Habitat
Cette espèce fréquente les territoires ouverts, plus particulièrement les prairies sèches, les zones cultivées ou broussailleuses.

## Reproduction
Le tyran à longue queue niche dans l'Est du Nouveau-Mexique, dans le Sud-Est du Colorado, dans le Sud du Nebraska, dans le Nord et au centre du Missouri, au centre de l'Arkansas, dans l'Ouest de la Louisiane, du sud au nord de l'État du Nuevo León et dans le Sud du Texas. Il niche également, de manière isolée, dans le Nord-Est du Mississippi, au centre du Tennessee et au centre de l'Iowa.

Il passe l'hiver dans le Sud de la Louisiane (présence isolée), dans le Sud de la Floride et en Amérique centrale.

## Sous-espèces
D'après la classification de référence (version 7.2, 2017) du Congrès ornithologique international, cette espèce ne compte pas de sous-espèces.